# Anthonal Mortimé
 (septembre 2020).
Antonal Mortimé, défenseur de Droits humains en Haïti, a occupé le poste de secrétaire exécutif de la Plateforme des Organisations Haïtiennes des Droits Humains, (POHDH) et est aujourd'hui Co-directeur exécutif du Collectif des Défenseurs Plus. En 2017, il a été sélectionné par le Parlement haïtien pour le poste de Protecteur du Citoyen. 

## Biographie
En 2012, Antonal Mortimé a contrecarré l'action du Commissaire du Gouvernement qui a publié dans un spot le nom de certains accusés qui devraient comparaître devant le tribunal dans le cadre des assises criminelles en raison de l’incapacité de la population illettrée à plus de 70% et qui n'est pas en mesure d'établir la différence entre accusés et condamnés.
En avril 2017, Antonal Mortimé dénonce la passivité de l'État haïtien face aux affrontements entre la police et les groupes armés de la troisième circonscription de Port-au-Prince qui ont fait plus de 25 victimes.
En mai 2017, il intervient auprès du Conseil Électoral Provisoire afin de prendre des dispositions pour définir la durée du mandat des sénateurs.
En juillet 2018, lui et d'autres personnalités ont dénoncé la violation du droit des citoyens dont les maisons ont été détruites sous l'ordre du Commissaire du Gouvernement à Pèlerin 5.
En avril 2019, il a argumenté pour montrer que le président Jovenel Moïse n'a pas la volonté réelle d’entamer un vrai dialogue.